# Sohrab Moradi
Pour les articles homonymes, voir Moradi.
Sohrab Moradi est un haltérophile iranien né le 22 septembre 1988. Il a remporté la médaille d'or de l'épreuve des moins de 94 kg aux Jeux olympiques d'été de 2016 à Rio de Janeiro.